# Definició de la música

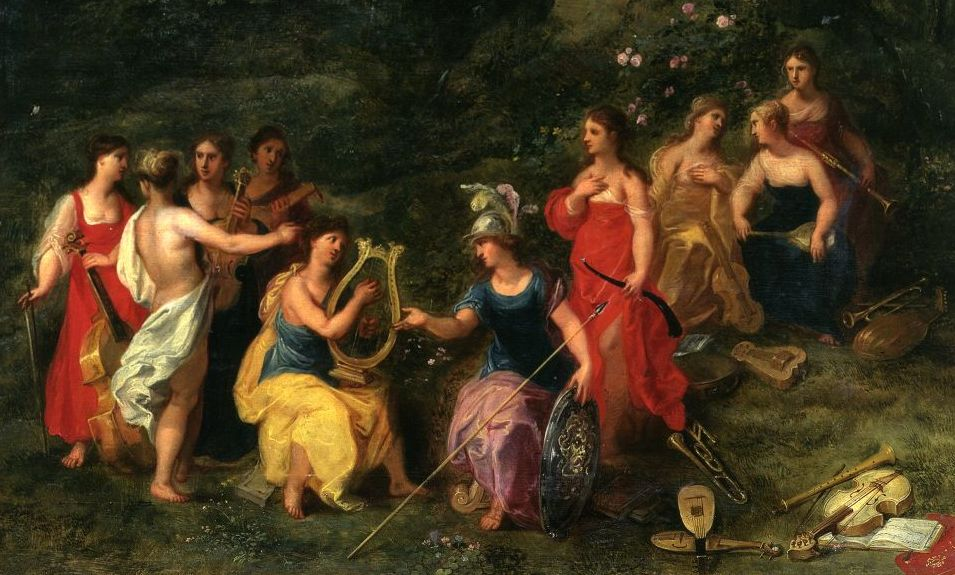
Atenea (Minerva) i les Nou Muses inspiradores. De la paraula «musa» prové «música».

La música (del grec: μουσική [τέχνη] - Mousiké [techné], «l'art de les muses») és, segons la definició tradicional del terme, l'art d'organitzar sensible i lògicament una combinació coherent de sons i silencis respectant els principis fonamentals de la melodia, l'harmonia i el ritme, mitjançant la intervenció de complexos processos psicoanímics. El concepte de música ha anat evolucionant des del seu origen en l'Antiga Grècia, en què es reunia sense distinció a la poesia, la música i la dansa com a art unitari. Des de fa diverses dècades s'ha tornat més complexa la definició de què és i què no és la música, ja que destacats compositors, en el marc de diverses experiències artístiques frontereres, han realitzat obres que, si bé podrien considerar-se musicals, expandeixen els límits de la definició d'aquest art.
La música, com tota manifestació artística, és un producte cultural amb múltiples finalitats, entre d'altres, la de suscitar una experiència estètica en l'oïdor, la d'expressar sentiments, emocions, circumstàncies, pensaments o idees, i cada vegada més, complir una important funció terapèutica a través de la musicoteràpia.
La música a més, compleix una funció de vital importància en el desenvolupament cognitiu de l'ésser humà. Col·labora amb el pensament lògic matemàtic, l'adquisició del llenguatge, el desenvolupament psicomotriu, les relacions interpersonals, l'aprenentatge de llengües no natives i a potenciar la intel·ligència emocional entre d'altres. Per aquest motiu, la música ha d'estar present en qualsevol pla educatiu ministerial modern i reconeguda com una disciplina imprescindible dins de l'ensenyament obligatori.
La música és un estímul que afecta el camp perceptiu de l'individu; així, el flux sonor pot complir amb variades funcions (entreteniment, comunicació, ambientació, diversió, etc.).

## Definició

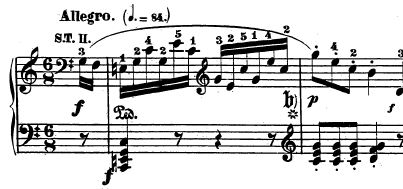
La música acadèmica occidental ha desenvolupat un mètode d'escriptura basat en dos eixos: l'horitzontal representa el transcurs del temps, i el vertical l'altura del so; la durada de cada so està donada per la forma de les figures musicals.

Les definicions parteixen des del si de les cultures, i així, el sentit de les expressions musicals es veu afectat per qüestions psicològiques, socials, culturals i històriques. D'aquesta manera, sorgeixen múltiples i diverses definicions que poden ser vàlides en el moment d'expressar què s'entén per música. Cap, però, pot ser considerada com a perfecta o absoluta.
Una definició bastant àmplia determina que música és sonoritat organitzada (segons una formulació perceptible, coherent i significativa). Aquesta definició parteix que -en allò al que consensualment es pot denominar "música" - es poden percebre certs patrons del "flux sonor" en funció de com les propietats del so són apreses i processades pels humans (hi ha fins i tot qui consideren que també pels animals).
Avui dia és freqüent treballar amb un concepte de música basat en tres atributs essencials: que utilitza sons, que és un producte humà (i en aquest sentit, artificial) i que predomina la funció estètica. Si prenguéssim en compte només els dos primers elements de la definició, res diferenciaria a la música del llenguatge. Pel que fa a la funció "estètica", es tracta d'un punt bastant discutible; així, per exemple, un "jingle" publicitari no deixa de ser música per complir una funció no estètica (tractar de vendre una mercaderia). D'altra banda, parlar d'una funció "estètica" pressuposa una idea de la música (i de l'art en general) que funciona en forma autònoma, aliena al funcionament de la societat, tal com la veiem en la teoria de l'art del filòsof Immanuel Kant.
Jean-Jacques Rousseau, autor de les veus musicals a L'Encyclopédie de Diderot, després recollides en el seu Dictionnaire de la Musique, 1 6 La va definir com l'«art de combinar els sons d'una manera agradable a l'oïda».
Segons el compositor Claude Debussy, la música és «un total de forces disperses expressades en un procés sonor que inclou: l'instrument, l'instrumentista, el creador i la seva obra, un mitjà propagador i un sistema receptor».
La definició més habitual en els manuals de música s'assembla bastant a aquesta: «la música és l'art del bé combinar els sons en el temps». Aquesta definició no s'atura a explicar el que és l'art, i pressuposa que hi ha combinacions "ben fetes" i altres que no ho són, el que és almenys discutible.
Alguns erudits han definit i estudiat a la música com un conjunt de tons ordenats de manera horitzontal (melodia) i vertical (harmonia). Aquest ordre o estructura que ha de tenir un grup de sons per a ser cridats música està, per exemple, present en les asseveracions del filòsof alemany Goethe quan la comparava amb l'arquitectura, definint metafòricament a l'arquitectura com a "música congelada". La majoria dels estudiosos coincideix en l'aspecte de l'estructura, és a dir, en el fet que la música implica una organització; però alguns teòrics moderns difereixen en el fet que el resultat hagi de ser plaent o agradable.